# Isuzu Bellel
Isuzu Bellel är en personbil som tillverkades av den japanska biltillverkaren Isuzu mellan 1961 och 1966. 

## Isuzu Bellel
Isuzu Bellel var Isuzus första egenutvecklade personbil. Företaget hade innan dess tillverkat brittiska Hillman Minx på licens och vissa tekniska lösningar, som hjulupphängningen var tydligt inspirerade av Hillman. När bilen presenterades 1961 hade den vertikalt placerade dubbla strålkastare, mycket lika samtida Nissan Cedric, men dessa ersattes redan efter ett år av enkla lyktor. Efter Oktober 1965 fick den åter dubbla framlyktor, tillsammans med mer konservativa baklyktor istället för föregående årgångars trekantiga artiklar.
Isuzu Bellel var den första japanska personbil som även såldes med dieselmotor. Den versionen blev populär som taxi.

## Motor
| Modell | Motor              | Cylindervolym | Effekt | Bränslesystem   |
| ------ | ------------------ | ------------- | ------ | --------------- |
| 1500   | 4-cyl radmotor ohv | 1491 cm³      | 73 hk  | Enkel förgasare |
| 2000   | 4-cyl radmotor ohv | 1991 cm³      | 86 hk  | Enkel förgasare |
| Diesel | 4-cyl radmotor ohv | 1991 cm³      | 56 hk  | Dieselmotor     |